# Суханов, Игорь Анатольевич
Игорь Анатольевич Суханов (26 ноября 1990, Белоусово, Вологодская область, РСФСР, СССР — 4 июня 2023, Украина) — российский военнослужащий, лейтенант, Герой Российской Федерации, трижды кавалер ордена Мужества.

## Биография
Родился в посёлке Белоусово Вологодской области.
С детства Суханов мечтал стать военным. Постоянно занимался спортом, участвовал в спортивных соревнованиях. Позже стал выпускником высшего военного училища.
Погиб 4 июня 2023 года, в ходе российского вторжения на Украину.

## Звания и награды
- Герой Российской Федерации[2][3][4][5]
- Орден Мужества (3)[2]